# Товариство імені Михайла Качковського
Товариство імені Михайла Качковського — галицьке москвофільське товариство, засноване у 1874 році Іваном Наумовичем. Виникнення товариства було обумовлене зростанням впливу українофільського товариства «Просвіта» і намаганням галицьких москвофілів поширити свій вплив, зокрема серед галицького селянства.

## Діяльність товариства
Через поширення українофільського руху серед москвофільських кіл в Галичині виникла потреба організувати свій рух, модернізувати його і таким чином створити противагу популярному товариству «Просвіта». Патроном товариства обрали Михайла Качковського, відомого мецената Галичини, хоча він сповідував народовські, не москвофільські, погляди. У 1873 році Іван Наумович був обраний депутатом австрійського парламенту у Відні, де познайомився зі словенським культурним товариством св. Могорта і вирішив будувати товариство серед русинів на Галичині за словенським зразком. Наумович також використовував досвід діяльності «Просвіти», яка вже на той час була досить активна.
Установчі збори товариства імені М. Качковського відбулися 8 серпня 1874 року в Коломиї. Метою діяльності організації було визначено «поширення знань, науки та громадської свідомості руського населення Австрії». Вищим керівним органом товариства були загальні збори, які були призначені на день смерті Качковського 8 серпня і мали відбуватися у різних містах Галичини. На чолі товариства стояло правління, що складалося з голови, восьми членів та чотирьох заступників.
Засади товариства і його стратегічні цілі були викладені у книзі «З Богом!», де Наумович звертав увагу на жалюгідне, на його думку, становище русинів Галичини. У перші десятиліття свого існування товариство не дотримувалося чіткої москвофільської орієнтації, зокрема, використовувало синьо-жовтий прапор і натомість сконцентрувалося на вихованні патріотизму, підвищенні грамотності тощо. Первинними осередками товариства стали читальні, бібліотеки, зросла публікація книжок та літератури для селянства. Заснування читалень збігалося із організацією «товариств тверезості».
Через чотири роки після заснування товариство налічувало близько 6 000 членів, однак збільшення членства уповільнилося, що пов'язували, зокрема, з непопулярністю москвофільських ідей у Галичині у 1880-х роках через поступовий перехід на московську мову видань товариства. У 1875 році з погіршенням фінансового становища було прийняте рішення перенести правління з Калуша до Львова. Так у 1876 році товариство переїхало до Львова в будинок на вул. Бляхарській, 13 (нині — Вулиця Івана Федорова). 1883 року кількість членів зменшилася до 3 000. Від 1888 року садибою товариства став будинок на вул. Валовій, 14, споруджений архітектором Вікентієм Кузневичем. Незважаючи на скрутне становище і меншу кількість членів у порівнянні з «Просвітою», товариство мало філії у багатьох містах Галичини і проіснувало до окупації Західної України Совєтським Союзом. У 1939 році разом з «Просвітою» та іншими галицькими організаціями товариство було ліквідоване.
Товариство очолювали: Венедикт Площанський (1876—1880), Теофіл Павликів (1880—1884), Богдан Дідицький (1884—1903), Пилип Свистун (від 1903). Також певний час товариством керував Адріян Копистянський.